# Chiêm hậu
Chiêm hậu (占候, Astrological Observer) là tên gọi chức Ngũ quan chính thuộc cơ quan Khâm thiên giám thời Nguyễn Gia Long. Năm Minh Mạng 8 (1827), đổi gọi tên chức này lại tên cũ là Ngũ quan chính.